# Mariebol
Mariebol är en by i nordöstra delen av Films socken i Östhammars kommun, nordöstra Uppland.
Mariebol ligger mellan Österbybruk och Forsmark längs länsväg 290 cirka 10 kilometer norr om Österbybruk. Byn består av enfamiljshus samt bondgårdar.
I Mariebol möts länsvägarna 290 samt C 724.